# Pakita
Pakita, también conocida como Franciska "Pakita" Tólika, es el nombre artístico de Francisco José Venegas Morales (Sevilla, 1993), un artista drag español que ha competido en la segunda temporada de The Switch Drag Race, así como en la tercera temporada de Drag Race España.

## Biografía
Morales nació en Sevilla en 1993. Comenzó a hacer drag a la edad de 20 años, en 2013, mientras estudiaba diseño de moda y se mudó a Madrid para expandir su carrera. Mientras estuvo allí, trabajó en una tienda de maquillaje. 
En 2018, fue anunciada como una de las 15 concursantes de la segunda temporada de la competencia de telerrealidad chilena The Switch Drag Race, convirtiéndola en la primera concursante española en la franquicia Drag Race. En el primer episodio fue posicionada entre las dos peores, siendo finalmente eliminada tras perder en una batalla de lip sync contra Marie Laveau, por lo que fue la primera expulsada de la temporada. 
En 2023, fue anunciada como una de las 13 concursantes de la tercera temporada de Drag Race España. En el quinto episodio los jueces la posicionaron entre las dos peores, por lo que compitió en una batalla de lip sync contra la también concursante The Macarena, con la canción «Desátame» de Mónica Naranjo. Finalmente Pakita se proclamó vencedora y The Macarena fue eliminada. En el séptimo episodio fue nominada a eliminación junto con Pitita y Pink Chadora. Finalmente Pitita fue la ganadora, mientras que Pakita, junto a su compañera Pink Chadora, fue eliminada, suponiendo así su fin en la competición.

## Filmografía

### Televisión
- The Switch 2 (2018)
- Drag Race España (2023)
- Drag Race España: All Stars (2024)

## Teatro
- Queridísimo Papá (2024)
- El Gran Hotel de las Reinas (2023)[9]
- Drag Race España All Stars Tour (2024)